# 1996年夏季残疾人奥林匹克运动会波兰代表团
1996年夏季残疾人奥林匹克运动会波兰代表团是波兰派出的1996年夏季残疾人奥林匹克运动会代表团。获得13枚金牌、14枚银牌和8枚铜牌。